# پیتی بلمونته
پیتی بلمونته (انگلیسی: Piti Belmonte؛ زادهٔ ۱۳ سپتامبر ۱۹۷۳) بازیکن فوتبال اهل اسپانیا است.
از باشگاه‌هایی که در آن بازی کرده‌است می‌توان به باشگاه فوتبال سابادل و باشگاه فوتبال هرکولس اشاره کرد.